# 히타이트어

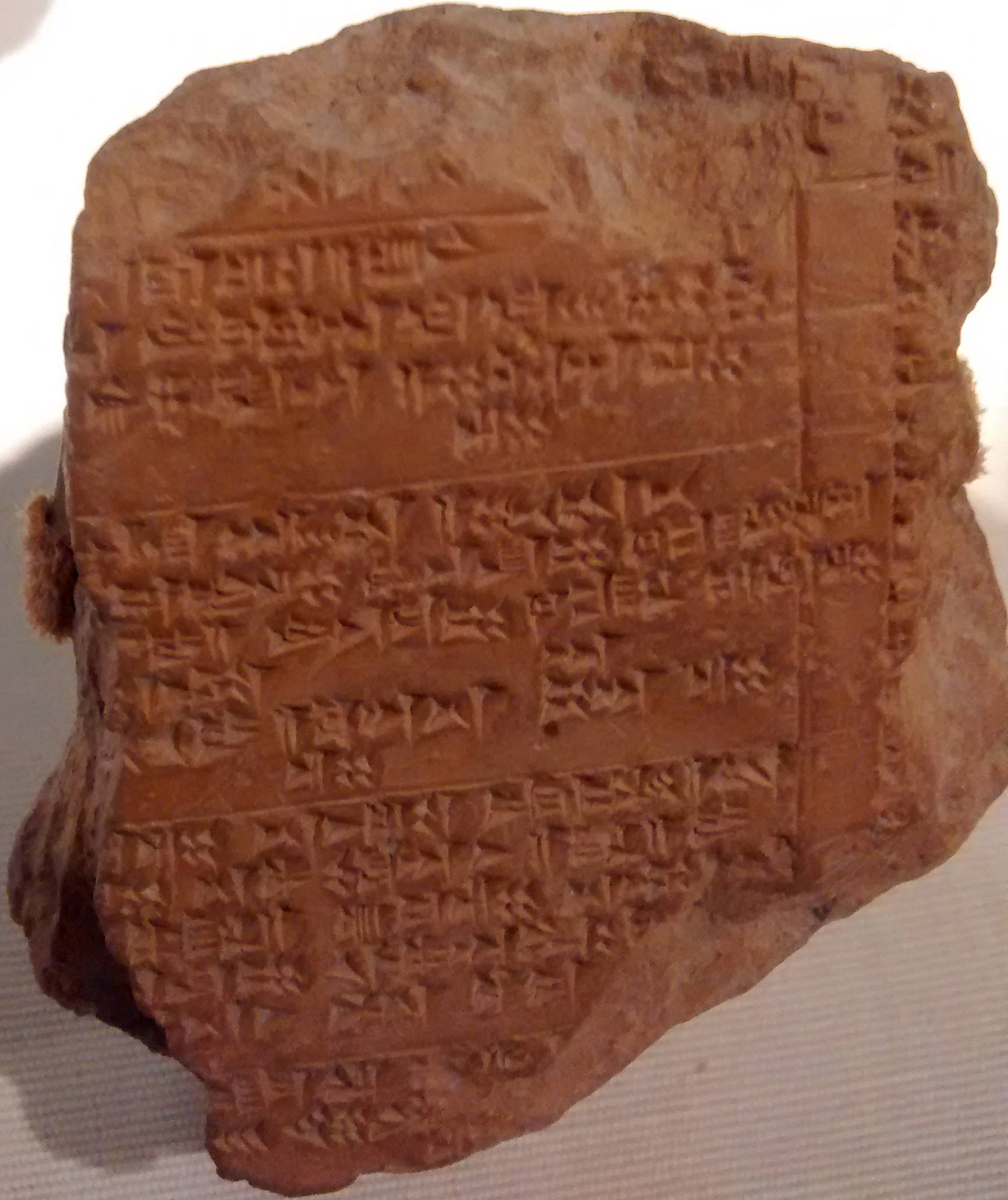

히타이트어(Hittite)는 청동기 시대 아나톨리아 중부의 하투샤를 중심으로 제국을 형성한 히타이트인들이 쓰던 언어이다. 이미 고대에 일찍이 사멸했으나 기원전 17~12세기에 기록된 쐐기문자 점토판을 통해 그 모습을 알 수 있다. 히타이트어는 현재까지 직접적인 모습이 알려진 가장 오래된 인도유럽어족의 언어이다.
청동기 시대 후기에 들어 히타이트어는 가까운 친연 언어인 루위어에 밀려 지위를 잃기 시작했으며, 기원전 13세기에는 루위어가 히타이트의 수도 하투샤에서 쓰이는 주요 언어가 되었던 것으로 보인다. 청동기 시대 붕괴 중에 히타이트 신왕국이 무너진 이후, 철기 시대에 들어선 아나톨리아 중부 지역에서 히타이트어는 루위어 등에 완전히 대체되어 기록이 끊긴다.

## 명칭
히타이트란 이름은 근대에 들어와 붙여진 이름으로 구약성경에 등장하는 하티(한국의 개신교 성경(한글개역판)은 "헷"으로 표기) 왕국의 존재에서 따온 것이다. 이 명칭은 오해의 여지가 있는데, 히타이트 이전의 토착민인 하티인과 겹치는 이름이기 때문이다. 히타이트 유적지에 발견되는 다국어로 된 텍스트들을 보면 히타이트어는 형용사형 nesili로 언급되어 있는데, 이는 네샤(카네슈)의 말이라는 뜻이다. 이 네샤(Neša)란 제국의 발흥 이전에 존재했던 중요한 도시 이름이다.

## 연구사
히타이트어가 인도유럽어족에 속하는 언어라는 주장은 노르웨이의 언어학자 예르겐 알렉산데르 크누트존(Jørgen Alexander Knudtzon)가 1902년 이집트 엘 아마르나에서 발견된 이집트 왕과 히타이트 통치자의 두 서신을 다룬 책에서 처음 제기하였다. 이후 후고 빙클러(Hugo Winckler)가 터키 보아즈쾨이(Boğazköy)에서 정체불명의 언어로 쓰인 아카드식 쐐기 문자 점토판을 다수 발굴하면서 크누트존의 주장은 사실로 입증되었다. 보아즈쾨이는 다름아닌 고대 히타이트 제국의 수도 하투샤의 위치였다. 아카드 쐐기 문자는 이미 잘 연구되어 있었기 때문에 1910년대 베드르지흐 흐로즈니(Bedřich Hrozný)가 빠르게 해독에 성공하였고 뒤따르는 추가 연구에 의해 광범위하게 연구, 입증되었다.

## 분류
히타이트어는 쐐기 문자 기록과 히타이트 왕들이 세운 비문의 기록으로 직접 문증되며, 이외에 주변 고대 언어들의 차용어나 고유명사들을 통한 간접적인 자료도 있다. 히타이트어는 인도유럽어족의 아나톨리아어파라는 분파로 분류되며, 여기에는 고대 아나톨리아에서 쓰이던 루위아어(설형문자 루위아어, 상형문자 루위아어의 2가지), 팔라어, 리키아어, 밀리아어, 리디아어, 카리아어, 피시디아어, 시데어, 이사우리아어가 같이 포함된다.
대부분의 다른 인도유럽어족 언어와 달리 히타이트어는 남성과 여성이라는 문법적 성 구분이 없으며 가정법, 기원법, 상도 결여되어 있다. 이러한 차이점을 설명하기 위해 다양한 가설이 수립되었는데, 20세기 일부 학자들(Edgar H. Sturtevant 등)은 히타이트어를 인도유럽어족에 속한 언어라기보다는 더 상위의 분파에서 이미 갈라진 자매어로 보기도 했다. 이에 따르면 히타이트어에 없는 인도유럽어족의 전형적인 특징들은 히타이트어가 조어에서 이미 분리된 이후에야 일어난 혁신이다.(인도-히타이트어 가설) 그러나 근래의 대부분 학자들은 히타이트어가 인도유럽조어에서 파생된 자식관계의 언어라는 사실에 동의하며, 히타이트어의 독특한 특징들은 후대에 들어 주로 단순화 과정을 통해 생긴 것으로 보는 경향이 강하다.

## 문자
히타이트어는 인접한 아시리아에서 쓰이던 아카드어 쐐기문자 표기법을 각색한 형태로 쓰였다. 이 문자 특유의 음절 구조 특성 때문에 일부 히타이트어 음운 특징에 대한 분석에는 상당한 어려움이 있다. 아카드 문자의 무성/유성 계열은 이 문자에서 무성/유성 대조를 표현하지 않으나, 모음 사이의 이중 자음은 인도유럽조어의 무성 자음에서 유래한 발음을 표현한다.(스터티번트의 법칙)

## 음운
히타이트어 기록에는 2가지의 자음 계열이 보이는데 하나는 원래 문자에서 항상 중복 자음(geminate)으로 쓰이는 것이고 다른 하나는 항상 단순 형태로 쓰이는 것이다. 전통적으로 받아들여지는 스터티번트의 법칙(Sturtevant's law)에 따르면 중복 파열음 계열은 인도유럽조어의 무성 파열음에서 유래한 것이고 단순 파열음 계열은 유성 및 유성 유기 파열음에서 유래한 것이다. 그 유형적 의미 때문에 이 두 계열은 일반적으로 음성의 구분으로 받아들여지나 일부 학자들은 이것이 자음 장단(길이)에 따라 다르다고 보기 때문에 합의된 사실은 아니다. 특히 히타이트어 쐐기 문자의 출처인 아카드어에 유성음이 있었음에도 히타이트어 기록에서는 유성음과 무성음을 서로 바꿔가며 쓰고는 했다는 점이 길이 구분설의 근거로 들어진다.
히타이트어는 다른 인도유럽어에서는 사라진 매우 고풍스러운 특징을 보존하고 있는데, 그 대표적인 예가 인도유럽조어 후두음의 보존이다. 히타이트어 연구에서 ḫ로 쓰이는 이 음소는 인도유럽조어에 있었다고 여겨지는 3가지 후두음 중 2가지(*h₂와 *h₃)에서 유래했다고 추정된다. 1879년 페르디낭 드 소쉬르가 가설적으로 제시한 이 후두음은 히타이트어 이전까지 발견된 어떠한 인도유럽어에서도 별도의 음운으로 문증된 적이 없다.

## 문법
명사에는 주격, 호격, 대격, 소유격, 여격-위치격, 탈격, 능격, 향격, 도구격의 9가지 문법적 격이 있다. 2가지의 수(단수, 복수) 구분이 있고 성(性) 구분은 남성과 여성 구분이 없는 대신 통성과 중성의 구분이 있는데, 이들은 흔히 각각 생물과 무생물 대상을 가리킨다. 형용사와 대명사는 명사의 성, 수, 격에 일치한다. 격의 일부는 일반 경사격(술어에 사용되는 격) 어간에 접미사를 붙인 것처럼 보이며, 동사도 산스크리트어나 그리스어 같은 복잡성을 가지고 있지 않다.
어순은 주어-목적어-동사의 순서를 가지는 SOV형이며, 종합어(synthetic language)이다.

## 어휘
히타이트어는 비(非)인도유럽언어 특히 핫티어와 후르리어로부터의 차용이 자주 보인다. 특히 핫티인은 히타이트의 거주 지역의 원주민으로, 히타이트의 지배층을 형성한 인도유럽어족 사람들의 침입 이후 이들에 동화, 흡수되어 그 후손은 서민이나 승려 등 히타이트 사회의 기층을 형성했다고 추측된다. 하투샤 유적에서 출토하는 문서 중, 성전이나 주술 관계 문서는 인구어족 아나톨리아어파의 루위어는 물론 핫티어와 후르리어로 된 것이 많다. 이에 반해, 이외의 용도의 세속적인 문서는 히타이트어로 쓰인 것이 많다.